# 小行星92525
小行星92525（92525 Delucchi）是一颗绕太阳运转的小行星，为主小行星带小行星。该小行星于2000年7月发现。
該小行星以瑞士業餘天文學家浮士德·德魯奇（Fausto Delucchi）命名。

## 轨道参数
小行星92525的轨道半长轴为365 651 183 km，2.4441924 UA，离心率为0.221。